# 马涅尔
马涅尔（法語：Magnières，法語發音：[maɲɛʁ]）是法国默尔特-摩泽尔省的一个市镇，位于该省东南部，属于吕内维尔区。

## 地理
马涅尔（48°26'44"N, 6°33'56"E）面积11.58 平方千米，位于法国大東部大區默尔特-摩泽尔省，该省份为法国东北部内陆省份，是洛林的一部分，北邻比利时、卢森堡，北起顺时针与摩泽尔省、下莱茵省、孚日省和默兹省接壤。
与马涅尔接壤的市镇（或旧市镇、城区）包括：圣皮埃尔蒙、克萨费维莱尔、马特克塞、穆瓦延、瓦卢瓦、克莱藏泰讷、丹维莱尔、栋塔伊。

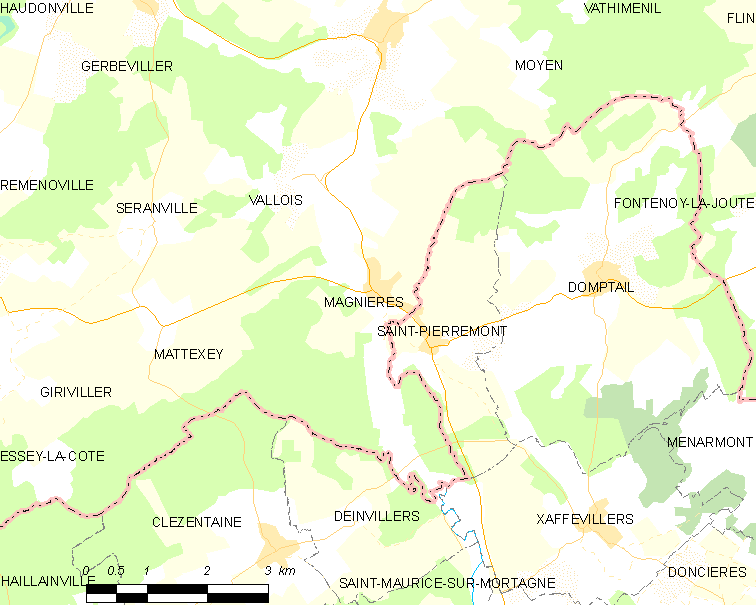
马涅尔的OSM定位图

马涅尔的时区为UTC+01:00、UTC+02:00（夏令时）。

## 行政
马涅尔的邮政编码为54129，INSEE市镇编码为54331。

## 政治
马涅尔所属的省级选区为吕内维尔第二县。

## 人口

1962-2008年间马涅尔人口变化图示

马涅尔于2022年1月1日时的人口数量为284人。